# Biblia de Tyndale

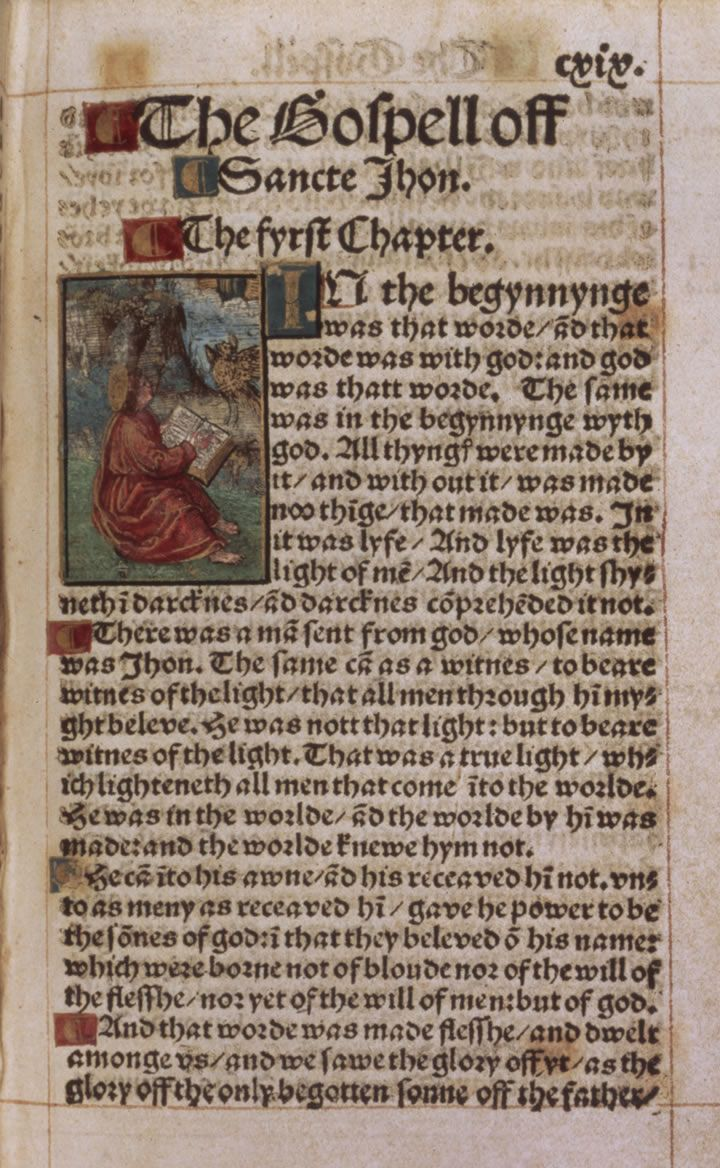
Primera página del Evangelio de San Juan, de la impresión de Peter Schöffer de 1526 de la traducción al inglés de la Biblia de William Tyndale.

La Biblia Tyndale (TYN) generalmente se refiere al conjunto de traducciones bíblicas de William Tyndale al inglés moderno temprano, realizadas c. 1522-1535. A la Biblia de Tyndale se le atribuye ser la primera traducción de la Biblia en idioma inglés que deriva directamente a partir de textos hebreos y griegos, aunque se basó en gran medida en la Vulgata latina y el Nuevo Testamento alemán de Lutero. Además, fue la primera traducción bíblica al inglés producida en masa como resultado de los nuevos avances en el arte de la imprenta.
El término "Biblia de Tyndale" no es estrictamente correcto, porque Tyndale nunca publicó una Biblia completa en inglés; en cambio, Myles Coverdale completó una Biblia completamente traducida, quien complementó las traducciones de Tyndale con las suyas propias para producir la primera Biblia impresa completa en inglés en 1535. Antes de su ejecución, Tyndale había traducido el Nuevo Testamento, el Pentateuco y los libros históricos del antiguo Testamento. De los libros del Antiguo Testamento, el Pentateuco, el Libro de Jonás y una versión revisada del Libro del Génesis se publicaron durante la vida de Tyndale. Sus otras obras del Antiguo Testamento se utilizaron por primera vez en la creación de la Biblia de Mateo y también influyeron mucho en las traducciones posteriores de la Biblia al inglés.